# Radxa
Radxa (chinois : 瑞莎 ; pinyin : ruìshā) est une entreprise d'informatique et de micro-électronique chinoise, fondé à Shenzhen, en 2013. Elle produit des nano-ordinateurs monocartes en matériel libre basés sur des SoC d'architecture ARM de la société Rockchip.
Elle a été fondée entre autres par Tom Cubie, qui avait déjà fondé Cubietech, compagnie à l'origine de la Cubieboard, la Cubieboard2 et du Cubietruck, tous trois basés sur des SoC de la société Allwinner.
Comme dans le cas de Cubietech, les schémas fonctionnels et les plans des circuits imprimés sont disponibles en téléchargement libre sur le site de la société.

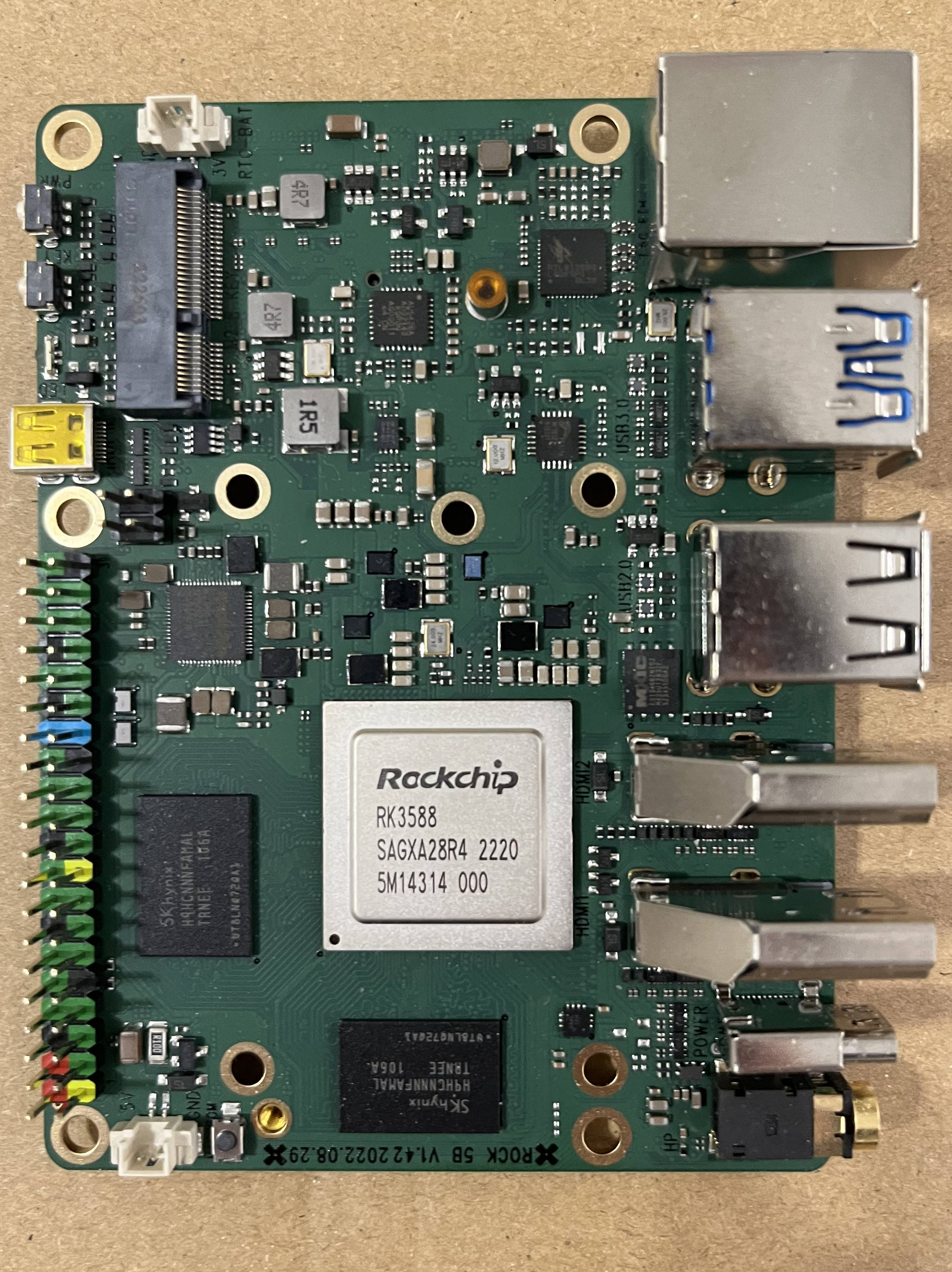
Radxa Rock 5 Model B, basé sur un Fuzhou Rockchip RK3588

La première carte sortie, nommée Radxa Rock, sous licence Creative Commons (CC BY 3.0) est basée sur un SoC Rockchip RK3188. Elle existe en deux versions, la Rock Pro, équipée de 2 Gio de RAM et de 8 Gio de mémoire flash NAND, le Wi-Fi et le Bluetooth intégré, alors que la Rock Lite, équipé d'1 Gio de RAM est sans NAND flash, ni Wi-Fi, bluetooth. Elles supportent toutes deux des cartes SDXC jusqu'à 128 Gio et le restes de leurs caractéristiques sont similaires.
Le Rock Pi 4 est sorti en 2018. Il est compatible avec le Raspberry Pi 4, et le matériel est open source.[réf. nécessaire]
Les systèmes qui équipent cet ordinateurs sont basés sur des logiciels libres (Google Android en version libre et GNU/Linux). Il est également possible d'y installer FreeBSD.
La Radxa Rock 5 Model B sort début 2022, elle comporte un SoC Rockchip RK3588 comportant 8 cœurs ARM 64 bits, comportant notamment 2 sortie HDMI, une entrée HDMI et un connecteur NVMe. Elle comporte de 4 à 16 Go de RAM et on peut y connecter une eeprom de 32 à 128 Go de mémoire est capable de d'encoder en 4K et décoder de l'AV1 et d'un afficchage en 8K. Le SoC supporte Android et GNU/Linux et est supporté depuis le 10 janvier 2023 par le noyau Linux mainline.